# 仏像写真
仏像写真（ぶつぞうしゃしん）とは、仏像を撮影した写真作品の事である。

## 概要
明治初期に古美術の写真を撮影した人には、蜷川式胤の調査に同行した写真師横山松三郎がいる。しかし、仏像写真を主要な業務にした写真家としては、工藤利三郎 (1848-1929)が草分けである。明治26年から、奈良に古美術・古建築専門の写真館「工藤精華苑」を開き、古美術・古建築写真を販売する傍ら、撮影活動を行った。また、古美術の写真集「日本精華」11冊を刊行した。この営業形態はその後、飛鳥園、永野鹿鳴荘、などにうけつがれる。また、同時代の小川一真も仏像写真を審美大観（明治32-41年）で刊行している。大正～昭和前期には、飛鳥園を創業した小川晴暘がいる。日本の仏像だけではなく、中国の石窟の写真、特に雲崗石窟の撮影をも行った。仏教美術、東洋美術など古美術研究雑誌も刊行し、そこに多数の写真を発表している。一方、会社組織で古美術の撮影・出版を行ったのが京都の便利堂である。
昭和後期に輩出した仏像写真家は、坂本万七、藤本四八、入江泰吉、土門拳、小川光三，永野太造などである。
現在、仏像写真の写真家では、大和路の作家として名高い入江泰吉をはじめ水門会の作家と、それとは対極の作風である飛鳥園の小川光三の一門が有名。両者の作品は歴史等の教科書に掲載され、その他様々な文献で紹介されている。